# 锦南街道
锦南街道，是中华人民共和国浙江省杭州市临安区下辖的一个街道，是临安市级行政、商业办公副中心。行政副中心的建设是锦城片区城市南拓的信号，行政副中心的建设将拉开锦南新城建设的序幕，引领整个新城的开发，体育文化会展中心、锦城五中、职教中心等文化设施的建设也将成为新城启动的重要支撑，规划应积极颂扬地区个性，塑造具有临安文化底蕴的现代化新城，开启临安城市发展的新篇章。
同时体育文化会展中心、行政文化中心、工业服务中心。锦南新城规划城区面积11平方公里，其中地铁5号线终点站设于锦南新城核心区。浙江医学高等专科学校临安校区、临安市委党校、骨伤科医药医院、临安文体会展中心、渤商交易中心、大众4S店、海洋城购物中心、红星美凯龙位于此。建有3个居委会。

## 辖区
该街道辖有：	柯家居委会、杨岱村、上畔村、上甘村、锦源村、横岭村、兰锦居委会、市坞村、卦畈居委会。